# 平平戈斯區
6°03′42″S 78°45′34″W / 6.0617°S 78.7594°W
平平戈斯區（西班牙語：Distrito de Pimpingos），是秘魯的一個區，位於該國北部卡哈馬卡大區的庫特爾沃省，面積186平方公里，海拔高度1,720米，2005年人口6,196，人口密度每平方公里33人。